# Iteracja
Iteracja (łac. iteratio – powtarzanie) – czynność powtarzania tej samej operacji w pętli z góry określoną liczbę razy lub aż do spełnienia określonego warunku. 
Czynność iteracji przedstawia pętla, zapisana w poniższym pseudokodzie:
```
i=1
dopóki i<10 wykonuj
    i=i+1

```

W pierwszej iteracji otrzymuje się wartość i=1, w następnej i=2, potem i=3, itd., aż do i=9. Iteracją jest powtarzana tu czynność, czyli zwiększanie zmiennej i o jeden (inkrementacja).